# Docosanol
Docosanol, også kendt som behenylalkohol, er en mættet fedtalkohol, der hovedsageligt anvendes som antiviralt middel, specielt til behandling af "forkølelsessår" forårsaget af herpes simplex virus. I en creme optræder ca. 10% af det aktive stof. Man kan købe den type creme uden recept og brugsanvisning fra lægen (kan dog kun købes i apoteker).

## Mekanisme
Den foreslåede virkningsmekanisme er ved at hæmme den sammensmeltning af det menneskelige værtscelle med herpes-virus, hvilket forhindrer dets replikation.

## Historie
Docosanol blev godkendt til brug efter kliniske forsøg af US Food and Drug Administration i juli 2000. Det er påvist, at forkorte helbredelse med 17,5 timer i gennemsnit (95% konfidensinterval: 2 til 22 timer) i en placebo-kontrolleret retssag. Tre andre forsøg viste negative resultater, men disse blev ikke offentliggjort.
Cremen markedsføres af Avanir Pharmaceuticals under mærkenavnet Abreva; det var det første "over-the-counter" antivirale lægemiddel som blev godkendt til salg i USA og Canada. I Europa er det markedsført af Healthcare Brands under navnet Erazaban. I marts 2007 blev det genstand for en amerikansk landsdækkende klasse-søgsmål mod Avanir og GlaxoSmithKline med påstanden om, at det skar opsving i halvdelen af tiden, så det blev anset for at have været misvisende i en californisk domstol.

## Andre stoffer
I en creme (mod "forkølelsessår") optræder stoffet aciclovir, som indeholder docosanol, en base og lidt andet. F.eks. GlaxoSmithKline producerer pumper/tuber af dette, kaldet "Zovir".

## Handlemåde
Creme med stoffet docosanol kan købes som håndkøb, dog kun i apoteker. Der behøves ingen recept fra lægen, med mindre patienten er under 3 år. I dette tilfælde skal man have både brugsanvisning og recept fra lægen. Der findes også brugsanvisning som medfølge af købet, men bruges mest for forbrugere som opfylder normerne eller gravide/ammende. Brugsanvisningen er sjældent særskilt fra pakken. Pakkerne findes for det meste på hylderne i et apotek.

## Bivirkninger
Normale bivirkninger kan være mild udtørring af huden, forbigående kløe eller rødme, som ca. 1 ud af 100 personer får. Ved ikke-almindelige tilfælde (ca. 1 ud af 1.000) kan der forekomme forbigående smerter. Kun 1 ud af ca. 10.000 personer får kontakteksem. Ved alvorlige, men meget sjældne tilfælde forekommer akut overfølsomhed (opsvulmet læbe/tunge). Denne bivirkning får kun 1 ud af 1.000.000 mennesker.